# De niña a mujer
| Оценки критиков | Оценки критиков |
| Источник        | Оценка          |
| --------------- | --------------- |
| Allmusic        | [ 1 ]           |

De niña a mujer (Де ни́нья а мухе́р, «От девочки к женщине»; англ. назв.: From a Child to a Woman) — студийный альбом Хулио Иглесиаса, выпущенный в 1981 году на лейбле Columbia Records.
В Бразилии выпуск альбома сопровождался грандиозным концертом Хулио Иглесиаса в 1982 году на стадионе «Фламенго» в Ла-Га́вее в присутствии около 40 тысяч зрителей. В том же году пластинка продалась в стране в более чем 1,6 млн экземплярах, превратив Хулио Иглесиаса в самого продаваемого в Бразилии иностранного исполнителя.
В Японии альбом был самым продаваемым иностранным альбомом 1982 года — с продажами за тот год порядка 300 тысяч экземпляров.
Титульная песня («De niña a mujer») также была хитом. Её автор композитор Тони Ре́нис заработал за неё номинацию на премию от ASCAP (Американского общества композиторов, авторов и издателей) в категории «Лучшая латиноамериканская песня года».
В 1984 году диск добрался до 184 места в американском чарте Billboard 200 (то есть это произошло уже позже, на волне успеха в США других альбомов Иглесиаса).

## Список композиций
1. «De niña a mujer»
2. «Volver a empezar (Begin the Beguine)»
3. «Después de ti»
4. «Que nadie sepa mi sufrir»
5. «Isla en el sol (Island in the Sun)»
6. «O me quieres o me dejas (Devaneos)»
7. «Y pensar…»
8. «Si, madame»
9. «Grande, grande, grande»
10. «Como tú»

## Чарты
| Чарт (1984)         | Наив. поз. |
| ------------------- | ---------- |
| США (Billboard 200) | 184        |